# Yakusugi
 (juillet 2009).
Si vous disposez d'ouvrages ou d'articles de référence ou si vous connaissez des sites web de qualité traitant du thème abordé ici, merci de compléter l'article en donnant les références utiles à sa vérifiabilité et en les liant à la section « Notes et références ».

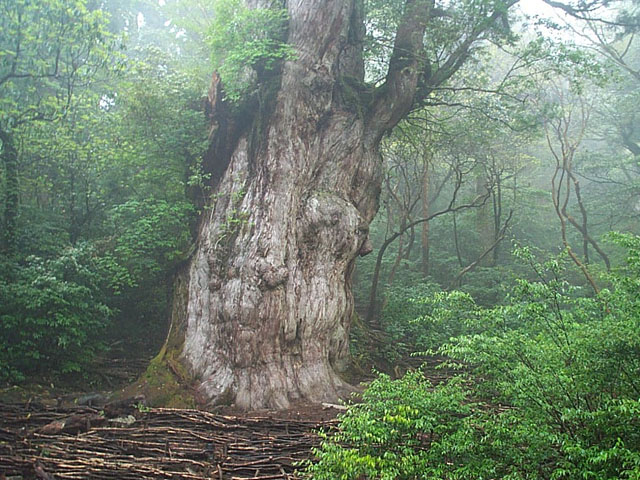
Jōmon sugi, situé sur l'ile de Yakushima, le plus ancien et plus grand des représentants du Cryptomeria japonica.

Le yakusugi (屋久杉) est une variété de cèdre du Japon de l'île septentrionale de Yaku (屋久島, Yaku-shima), près de Kyushu. Tandis que le sugi ordinaire (杉, cèdre japonais) a une espérance de vie d'environ cinq cents ans, le yakusugi vit en moyenne deux mille ans. Certains spécimens dépassent même largement cette espérance tel le Jōmon sugi (縄文杉) dont l'âge est estimé entre 2 300 et 7 200 ans. Seuls les spécimens ayant plus de mille ans sont reconnus comme étant des yakusugi.
C'est en raison de son incroyable végétation, et principalement le yakusugi, que Yakushima a été classée au patrimoine mondial de l'Unesco. En raison de son espérance de vie exceptionnelle, le yakusugi fut considéré comme un arbre sacré par les Japonais depuis le Moyen Âge. Aujourd'hui encore nombreux sont les Japonais qui, comme par le passé, viennent s'immerger dans les forêts mystérieuses de l'île. Au-delà de ses vertus spirituelles, le yakusugi est aussi apprécié de la population pour ses vertus bénéfiques supposées sur la santé.

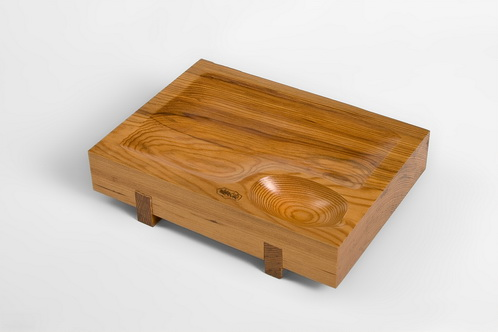
Assiette à sashimi en yakusugi.

Le yakusugi est une espèce protégée par le gouvernement japonais. Il est interdit de le couper et seuls les spécimens morts naturellement ou à la suite d'une catastrophe naturelle peuvent être utilisés. Les objets en yakusugi sont donc aussi rares que précieux et leurs prix sont généralement élevés.